# NGC 394
NGC 394 es una galaxia lenticular de la constelación de Piscis. 
Fue descubierta el 26 de octubre de 1854 por el astrónomo William Parsons.